# Гульшат
Гульша́т (каз. Гүлшат) — посёлок в Карагандинской области Казахстана. Административно подчинён акимату города Балхаш.

## География
Посёлок расположен на трассе Алма-Ата — Екатеринбург. Расстояние от озера Балхаш — 8 км. Недалеко от посёлка находится российский военный объект (закрытый город) Балхаш-9.

## Население
Численность населения посёлка в 2009 году — 625 человек, из которых 200 проживали в отделении Чубар-Тюбек.
На начало 2019 года население посёлка составило 510 человек (276 мужчин и 234 женщины).

## Инфраструктура
В посёлке имеются школа, клуб, филиал городской библиотеки им. С. Сейфуллина. Работают 2 магазина, кафе, киоск, 4 столовые.

## Экономика
Население посёлка занимается рыболовством, животноводством. Из 176 дворов 70 ведут подсобное хозяйство.